# عبد المحسن سليم
عبد المحسن سليم (1931 - 21 أغسطس 2014) ممثل مصري عمل بين المسرح والسينما في الأدوار الصغيرة.

## أعماله

### الأفلام
- الأيدي الناعمة
- مراتي مدير عام
- شمس لا تغيب
- إسماعيل يس في السجن
- بنت الحتة
- 3 قصص
- رجال في المصيدة
- المكالمة القاتلة
- تجار السموم

### المسرحيات
- رصاصة في القلب

## وفاته
توفى في 21 أغسطس 2014 عن عمر ناهز الواحد وثمانين عاما.